# جنیل الن
جُنیل اَلِن (انگلیسی: Jonelle Allen؛ زادهٔ ۸ ژوئیه 1948 یا ۸ ژوئیه 1950) (تفاوت منابع)) یک هنرپیشه و خواننده اهل ایالات متحده آمریکا است. وی از سال ۱۹۷۰ میلادی تاکنون مشغول فعالیت بوده است.

## گزیده فیلمشناسی
از فیلم‌ها یا مجموعه‌های تلویزیونی که وی در آن‌ها نقش داشته است می‌توان به آثار زیر اشاره نمود.
| سال  | فیلم                                  | نقش        | توضیحات                                  |
| ---- | ------------------------------------- | ---------- | ---------------------------------------- |
| ۱۹۸۴ | هتل نیوهمپشایر                        | سابرینا    |                                          |
| ۱۹۹۳ | پزشک دهکده                            | گریس       | حضور در ۱۰۶ قسمت، ۱۹۹۳–۱۹۹۸              |
| ۱۹۹۹ | پزشک دهکده                            | گریس       |                                          |
| ۲۰۰۰ | بخش فوریت‌های پزشکی (مجموعه تلویزیونی) | دبی مارلین | قسمت‌های: 'Foreign Affairs' & 'Rescue Me' |
| ۲۰۱۶ | داستان جنایی آمریکایی                 | Mom Darden |                                          |